# 水谷沙織
水谷 沙織（みずたに さおり、1985年12月27日 - ）は、日本のファッションモデル・タレント・女優。Office NGT所属。山形県出身。趣味はパチンコ、特技は料理。

## 来歴
2010年1月デビュー

## 人物
- 東北の訛りが抜けない

## 出演

### CM
- docomo PRIME series N-04B（NEC）

### TV
- マルさまぁ〜ず（TBS）
- うわさ体感バラエティ くちこみっ（フジテレビ）
- メル・リプレットの占チャン（お台場TV）

### ラジオ
- お台場占い館（お台場レインボーステーション）

### 雑誌
- pronto pronto?（プロントコーポレーション）